# Hybomitra paulisseni
Hybomitra paulisseni är en tvåvingeart som beskrevs av Leclercq 1967. Hybomitra paulisseni ingår i släktet Hybomitra och familjen bromsar.
Artens utbredningsområde är Afghanistan. Inga underarter finns listade i Catalogue of Life.